# Алибатыров, Шамиль Курбанович
Шами́ль Курба́нович Алибаты́ров (7 апреля 1981 года, Махачкала, Дагестанская АССР, РСФСР, СССР) — российский самбист, чемпион и призёр России по боевому самбо, призёр чемпионатов Европы и мира по боевому самбо, мастер спорта России международного класса, заслуженный тренер России. Является наставником бойца смешанных единоборств Гаджимурада Антигулова, а также Гаджимурада Заваева.

## Спортивные результаты
- Чемпионат России по боевому самбо 2008 года — ;
- Чемпионат России по боевому самбо 2009 года — ;